# Marian Jelita-Zaleski
Marian Jelita–Zaleski (ur. 5 listopada 1920 we Lwowie zm. 6 stycznia 2010 w Warszawie) – polski artysta fotograf. Członek rzeczywisty i Artysta Fotoklubu Rzeczypospolitej Polskiej (AFRP). Członek honorowy Fotoklubu Rzeczypospolitej Polskiej Stowarzyszenia Twórców. Członek rzeczywisty Okręgu Warszawskiego Związku Polskich Artystów Fotografików.

## Życiorys
Marian Jelita-Zaleski w 1933 roku przeprowadził się do Warszawy. We wrześniu 1939 roku był ochotnikiem w Armii gen. Kleeberga. Był żołnierzem Związku Walki Zbrojnej, był więźniem obozów koncentracyjnych w Niemczech: Sachsenchausen, Mauthausen, Gusen. Walczył w Powstaniu Warszawskim (Zgrupowanie Kuba – Sosna, Dywizjon Motorowy Obszaru Warszawa, Grupa Bojowa por. „Ryszarda”), wywieziony do obozów jenieckich: Stalag – Offlag XIA Altengrabow, XB Sandbostel. Do lipca 1947 roku był podporucznikiem w I Polskiej Dywizji Pancernej gen. Maczka na terenie brytyjskiej strefy okupacyjnej Niemiec.    
W 1961 roku uzyskał uprawnienia w zakresie fotografii przyznane przez Ministerstwo Kultury i Stuki. W dniu 18 lutego 1964 roku został przyjęty w poczet członków Okręgu Warszawskiego Związku Polskich Artystów Fotografików, gdzie od 1967 roku pełnił funkcje we władzach Zarządu Głównego ZPAF. W dniu 6 lipca 1974 roku został powołany na rzeczoznawcę do spraw fotografii  w Ministerstwie Kultury i Sztuki. Marian Jelita-Zaleski aktywnie współpracował z licznymi instytucjami, czasopismami: (m.in.) kwartalnik „Moda”, Zarząd Muzeów i Ochrony Zabytków, Ministerstwo Kultury i Sztuki, Państwowe Zbiory Sztuki na Wawelu. Jest autorem i współautorem wielu wystaw fotograficznych; indywidualnych i zbiorowych, w Polsce i za granicą.   
W 1995 roku był jednym ze współzałożycieli Fotoklubu Rzeczypospolitej Polskiej Stowarzyszenia Twórców, będąc członkiem rzeczywistym (legitymacja nr 003), następnie członkiem Kapituły i (w czasie późniejszym) członkiem honorowym Fotoklubu RP.   
Marian Jelita-Zaleski zmarł 6 stycznia 2010 roku, pochowany 12 stycznia 2010, na cmentarzu Powązkowskim (kwatera 326-5-7).   

## Odznaczenia
Za swą służbę otrzymał odznaczenia:
- Krzyż Walecznych (trzykrotnie)
- Krzyż Partyzancki
- Warszawski Krzyż Powstańczy
- Krzyż Armii Krajowej
- Odznaka Weterana Walk o Niepodległość
- Medal za Warszawę 1939–1945